# Igor Netto
Igor Aleksandrovitj Netto (russisk: Игорь Александрович Нетто) (født 9. januar 1930, død 30. marts 1999) var en russisk/sovjetisk fodboldspiller, der regnes som en af de bedste spillere i russisk fodboldhistorie.

## Fodboldkarriere

### Klub
Netto tilbragte hele sin aktive karriere, fra 1949 til 1966, som midtbanespiller hos den russiske ligaklub Spartak Moskva. Han vandt med Spartak Moskva fem sovjetiske mesterskaber og tre pokaltitler.

### Landshold
Netto nåede i løbet af sin karriere at spille 54 kampe og score fire mål for det sovjetiske landshold, som han spillede for i årene mellem 1952 og 1965.
Han var med holdet til OL 1952 i Helsinki, hvor Sovjetunionen blev elimineret i første runde. Han var igen med ved OL 1956 i Melbourne, hvor blot 11 af de kvalificerede hold deltog. Sovjetunionen vandt i første runde over Tyskland og kvartfinalen over Indonesien i en ny kamp, efter at den første endte uafgjort. I semifinalen blev det til sejr over Bulgarien, inden Jugoslavien ventede i finalen. Her vandt Sovjetunionen med en kneben 1-0-sejr guldmedaljer, mens Jugoslavien for tredje OL i træk fik sølv og Bulgarien bronze.
Netto var anfører for OL-holdet i 1956, og han var også anfører, da Sovjetunionen vandt EM i 1960 efter sejr over Tjekkoslovakiet i semifinalen og finalesejr over Jugoslavien efter forlænget spilletid.

### Trænerkarriere
Efter sin aktive karriere blev Netto træner og stod i spidsen for blandt andet græske Panionios F.C. samt Irans landshold.

## Titler
Sovjetisk mesterskab
- 1952, 1953, 1956, 1958 og 1963 med Spartak Moskva

Sovjetisk pokalturnering
- 1958, 1963 og 1965 med Spartak Moskva

OL
- 1956 med Sovjetunionens fodboldlandshold

EM
- 1960 med Sovjetunionens fodboldlandshold